# Савин, Сергей Александрович
Сергей Александрович Савин (7 октября 1988, Уральск) — российский волейболист, доигровщик уфимского «Динамо-Урала», игрок сборной России (2014—2015), мастер спорта международного класса.

## Спортивная карьера
Сергей Савин родился на станции Уральск, раннее детство провёл в колхозе «Правда» Западно-Казахстанской области, а в 1997 году вместе с семьёй переехал в югорский город Нягань. До 9 лет Сергей ничего не знал о волейболе, пока случайно на улице не познакомился с тренером Вячеславом Ивановичем Пономарёвым, предложившим записаться к нему в секцию.
В 2005 году Сергей Савин поступил в Югорский государственный университет и начал волейбольную карьеру в команде высшей лиги «Б» «Югра-Экспресс». 19 сентября 2008 года дебютировал в составе нижневартовского «Самотлора» на Кубке губернатора Югры в матче против итальянского «Каллипо», в сезоне-2008/09 привлекался к матчам команды в Кубке России и чемпионате Суперлиги.
Летом 2009 года «Самотлор» по финансовым причинам отказался от дальнейшего выступления в элитном дивизионе и перешёл в высшую лигу «А». Во втором по значимости дивизионе Сергей Савин провёл три сезона, по итогам каждого из которых становился самым результативным игроком нижневартовской дружины и признавался лучшим волейболистом по версии клуба болельщиков. В сезоне-2011/12 он также являлся капитаном команды, а после его завершения перешёл в «Губернию» из Нижнего Новгорода.
В июле 2013 года Сергей Савин в составе студенческой сборной России выиграл золотую медаль на Универсиаде в Казани. Он выходил на площадку в шести матчах как на привычной позиции доигровщика, так и заменяя основного диагонального Максима Жигалова. В наступившем клубном сезоне Сергей Савин прочно закрепился в основном составе «Губернии», стал восьмым в списке самых результативных игроков чемпионата России и завоевал серебро Кубка Европейской конфедерации волейбола. По словам главного тренера команды Пламена Константинова Савин отыграл ровно и стабильно, заслужив вызов в национальную сборную.
30 мая 2014 года Сергей Савин дебютировал в сборной России в матче Мировой лиги против команды Сербии в Нише. В сентябре был участником чемпионата мира в Польше.
В чемпионате России-2014/15 Савин стал самым результативным игроком в составе «Губернии», справившись с максимальной загрузкой в атаке, вызванной травмой основного диагонального нижегородцев Николая Павлова. В июне 2015 года перешёл из «Губернии» в новосибирский «Локомотив». В составе железнодорожников провёл 9 сезонов, стал обладателем золотой, серебряной и трёх бронзовых медалей Суперлиги. В мае 2024 года подписал контракт с уфимским «Уралом».

## Достижения
- Серебряный призёр Кубка Европейской конфедерации волейбола (2013/14).
- Чемпион России (2019/20), серебряный (2021/22) и бронзовый (2016/17, 2020/21, 2022/23) призёр чемпионата России. Вошёл в символическую сборную «Финала шести» чемпионата России (2022).
- Серебряный призёр Кубка России (2016).
- Чемпион Универсиады (2013).

## Личная жизнь
В 2013 году Сергей Савин окончил Институт физической культуры Тюменского государственного университета, на котором обучался с 2010 года, после перевода из Югорского университета. После защиты диплома поступил в аспирантуру ТюмГУ.

## Государственные награды
- Почётная грамота Президента Российской Федерации (19 июля 2013 года) — за высокие спортивные достижения на XXVII Всемирной летней универсиаде 2013 года в городе Казани[7].